# Moč usode
Moč usode (ital. La forza del destino) je opera v štirih dejanjih (osmih slikah) Giuseppeja Verdija. Libreto je napisal Francesco Maria Piave, krstna izvedba pa je bila v Cesarskem gledališču v Sankt Petersburgu 10. novembra 1862.
Verdi je za italijansko premiero v milanski Scali 27. februarja 1869 skupaj z libretistom Antonijem Ghislanzonijem opero predelal. V taki obliki jo danes večinoma najpogosteje izvajajo.

## Osebe
- Markiz Calatrava - bas
- Leonora, njegova hči - sopran
- Don Carlo di Vargas, njegov sin - bariton
- Don Alvaro - tenor
- Curra, Leonorina služabnica
- Preziosilla, ciganka - mezzosopran
- Mayor - bas
- Trabuco, mezgar - tenor
- pater Gvardijan, frančiškan - bas
- Melitone, duhovnik, frančiškan - bariton
- španski vojaški zdravnik - bas
- vojaki, služabniki, bratje, kmetje ...

## Vsebina
Dogajanje je postavljeno v Španijo in Italijo okrog leta 1750.

### Prvo dejanje
Leonorina soba v dvorcu grofa Calatrave.
Markiz Calatrava nasprotuje ljubezni, ki jo goji njegova hčerka Leonora do ameriškega priseljenca, mešanca Don Alvara. Ta čaka na dogovorjeni znak, da bi prišel ponjo in jo odpeljal. Omahljivo Leonoro, ki si ne upa nastopati proti očetovi volji, postavi njena služabnica Curra pred gotovo dejstvo. Vse je pripravljeno za beg. S težkim srcem se Leonora poslavlja od rojstnega doma, toda »temne jo slutnje begajo, skrivni glasovi jo svare, čeprav srce le k njemu hoče še ljubljenemu Alvaru se upira, ki jo nagovarja na beg: Tiho na rahlo bova jahala, nočko opojno vso presanjala. V mestecu bližnjem čaka duhovnik, ki naju na skrivaj poroči.« 
V njeni neodločnosti vidi nezaupanje do njega, mestica. Zato: »če ljubiti ne moreš, kot ljubim jaz iskreno, bodi prosta!« Leonora se vda, toda prepozno. Pot jima prestreže stari markiz. Za Leonoro se postavi Alvaro: »Čista je, nedotaknjena, čista kot svit neba je! Nje ne sodite, o mojem življenju le odločite. Sam odvrže orožje, toda pištola se v padcu sproži od sebe in rani starega markiza, ki umirajoč preklinja hčer. Zaljubljenca obupana zbežita. 

### Drugo dejanje
V vaški krčmi.
Leonora se je zatekla k puščavniku patru Kletu, ki ji svetuje življenje v samostanu. Na poti sreča v obcestni gostilni svojega brata, ki preoblečen kot študent zalezuje begunca, da bi maščeval čast svojega doma. Toda nje ne more najti, a osovraženi mestic se je rešil z begom na morje. Don Carlos ne spozna svoje sestre, ker je preoblečena v moško obleko. Pač pa sluti nekaj ter izziva njenega spremljevalca Trabuca, ki mu pa ne ostane dolžan odgovora. Poleg božjepotnikov pride v to družbo tudi vedeževalka Preziosilla, ki nagovarja vse za vojno proti Nemcem, ki je vzplamtela v Italiji. V pozni uri odidejo vsi spat, Leorora pa zbeži. 
Pred samostanom. Proti jutri.
Pot jo pelje do bližnjega samostana. Trudna do smrti prispe v zgodnji jutranji uri do samostana. Tu najde zavetje pred okrutnim bratom, daleč od ljubljenega Alvara, ki ga je na begu zgubila in ki je na njo bržčas pozabil. V težkem času se obrača Devici: »V tihotni glej, samoti tej, za težki greh se bodem pokorila. Moči mi daj, da me ne stre usodna moč obupa!« Spev menihov ji vliva novih moči. Zaspani vratar Melitone jo sicer sprejme precej nemilo: »Prijavim Vas; če se ne vrnem, lahko noč želim.« Gvardijan pride in spozna Leonoro de Vargas. Usmiljeno ji pokaže pot: »Dotakni se križa življenja! Krist otme te pekla in trpljenja!« Ona hoče le Bogu služiti: »Naj v votlino grem v skalovju, pokorit se za pregreho!« Ker ne želi nazaj iz samostana, je Gvardijan, ki je poučen o njeni žalostni
usodi, njeni prošnji ugodil. Pred prihajajočimi menihi ji obljublja: »Če nevarnost bi ti pretila, če bi smrt pred te stopila, v urah bolesti v urah bridkosti, z zvončkom naznani, da si v skrajni sili. In na pomoč ti bomo priskočili.«

### Tretje dejanje
V Italiji, v bližini špansko-italijanskega vojaškega tabora.
Do prednjih postojank združenih špansko-italijanskih čet pride sovražna patrulja. Tudi Don Alvaro je na bojišču. Kot stotnik Hereros si je pridobil slavo in čast. Ali nič mu ne prinese miru. Ne more pozabiti Leonore, ne sramote, v katero so ga pahnili, njega, slavnega potomca iz rodu Inka. Iz sanjarjenja ga zbudi bojni hrup. Don Carlos, ki se le nekaj dni nahaja pri četah pod imenom de Bornos, je padel v zasedo sovražne patrulje, toda hitra pomoč stotnika Herera ga reši smrti. Tu na bojnem polju skleneta prijateljstvo ter nadaljujeta skupno zasledovanje sovražnika. Toda kmalu prineso ranjenega Herera v lazaret. Tu zaupa prijatelju zavoj, katerega naj po njegovi smrti sežge. Pod prisego se Don Carlos obveže, da bo to izpolnil. Toda nekaj ga vznemirja: Pri omembi imena Calatrave se je ranjenec zdrznil. Mar mu je znana njegova sramota? Ali pa je mar on sam oni mestic? Zavoj bi mu to lahko pojasnil. Toda veže ga prisega. Moral bo poiskati druge dokaze. Zavoj, ki ga vrže na mizo, pa se slučajno odpre. V njem najde sliko svoje sestre: »O, Alvaro, ušel si smrti; da padeš v roke moje!«
Vojaško taborišče.
V mestecu Velettri v bližini Rima se je utaborila združena vojska. V živo vrvenje, kjer se med vojake mešajo razni prodajalci, kjer se zabavajo lahkoživke in najrazličnejši pritepenci, prispe tudi fra Melitone kot kurat, da s svojo pridigo spreobrne pregrešno množico. Toda za svoje nauke, ki jih predava s preveliko gorečnostjo, je skoraj tepen. Reši ga Preziosilla, ki odvede s svojim veselim rataplanom celo trumo za seboj. 
Don Alvaro je okreval. O tem se prepriča Don Carlos, ki mu razodene, da ga je spoznal kot morilca svojega očeta. Zato ga hoče izzvati na boj; temu pa se upira Don Alvaro. Zaman mu skuša dopovedati svojo nedolžnost, svojo čisto ljubezen do Leonore, ki je sedaj v nebesih, saj je na svetu ni mogel nikjer najti. Ko izve od Carlosa, da še živi, mu ponuja, da bi jo skupaj iskala, saj se ga ni treba sramovati, sin je očeta junaka. Toda Carlos nima za to posluha, on hoče le eno, in sicer maščevanje! Spopadajoča se oficirja razdeli vojaška straža, ki odvede pobesnelega Don Carlosa. V tem se porodi v Alvaru rešilna misel: »Zbežim v samostan sedaj, oltar me odreši gorja in pekla!« 

### Četrto dejanje
Dvorišče samostana.
Sedem let je minilo. V samostanu deli fra Melitone revežem hrano. Toda ti niso zadovoljni z njegovo osornostjo in grobostjo. To razburi gorečnega patra v taki meri, da spodi vse iz dvorišča. Na ukor gvardijana, ki mu postavlja za vzgled ponižnost brata Rafaela, češ: trpljenje brez primere, številne abstinence in stroge penitence skalile so mu duše sveti mir ...« jadikuje: »Postim se, molim, življenje otežujem, a zame svet ima le sovraštvo in prezir.« V samostan pride kavalir, ki želi patra Rafaela. Osoren je in razburjen. V njem spoznamo Don Carlosa, ki je po dolgem iskanju prišel Alvaru na sled: tu ga je našel, kjer se je skril v obleko lažno. Toda Rafael-Alvaro ni več dostopen za posvetne stvari: »tuj mi je svet sovraštva, strast me nič več ne gane, motnje so pokopane, v srcu več mržnje ni!« Kot duhovnik prisega, da je ljubil čisto in pošteno. Vse tvega, da bi omehčal neizprosnega nasprotnika. Kleče ga prosi usmiljenja. Toda Carlos ima zanj le besede zaničevanja in žalitve. Že je Alvaro pograbil za ponujeni mu meč, toda spet se obvlada: »Ne, ne bo pekel me zmogel, stran, odidi!« Toda največjega ponižanja, udarca, ne prenese njegov viteški duh. Spet pograbi meč. 
V gozdu pred puščavniško votlino.
Nasprotnika odhitita iz posvečenega mesta, da daleč od njega obračunata. Nehote se približata mestu, kjer živi spokorna Leonora. Težko čaka svojega konca: »Pokoj duši daj, pošlji ga stvarnik moj. Kako srce mi žgo spomini, od prečutih noči je duh bolan; in to neskončno hrepenenje miru ne da mi noč in dan.« 
V dvoboju pade Don Carlos. Napol blazen išče Alvaro pomoči pri puščavniku. V njem spozna svojo Leonoro, ki v težki uri z zvenenjem poziva na pomoč. Ko izve, da ji brat umira, mu hiti na pomoč. Leonora umirajočega brata pretresena objame in tedaj jo ta v zadnjem krču smrtno zabode. Don Alvaro preklinja usodo, ki mu je naprtila tako težko življenje. Na koncu se pokesa in prosi Boga odpuščanja, Leonora v miru izdihne pred njegovimi očmi.